# Aert Mijtens
Aert Mijtens (Brussel, rond 1541 - Rome, 1602), was een Zuid-Nederlands schilder van de renaissance die voornamelijk actief was in Italië, waar hij Rinaldo Fiammingo werd genoemd. Hij schilderde altaarstukken, historische en mythologische schilderijen en portretten.

## Levensloop
Aert Mijtens was het eerste bekende lid van een familie van schilders genaamd Mijtens of Mytens.  Hij was oom van Isaac Mijtens (rond 1602-1666), een portretschilder in Den Haag, en Daniel Mijtens (rond 1590 - rond 1647), een schilder aan het Engelse hof.
Net als vele Vlaamse kunstenaars van zijn generatie, reisde hij naar Italië.  Volgens de vroege biograaf Karel van Mander reisde hij op jonge leeftijd naar Rome. Hij werd er bevriend met de Vlaamse schilder Hans Speckaert. Hij schilderde er ook in het atelier van een andere Vlaamse schilder, Anthoni Santvoort, die voorstellingen van Maria op koper schilderde.
In de loop van zijn leven werkte Aert Mytens in Brussel en Den Haag (tussen 1565 en 1600), Rome (1575-1578), Napels (1578-1592), L'Aquila en opnieuw in Rome (1601 - 1602) waar hij ook overleed.
In 1560 verhuisde hij voor de eerste keer naar Napels, waar hij werkte bij de zich daar reeds gevestigde Vlaamse schilder Cornelis Pyp. Hij was zeer actief in Napels in de jaren tussen 1580 en 1592 en produceerde er vele altaarwerken. Een schilderij over het martelaarschap van Sint Bartholomeus in de kerk Santa Maria di Costantinopoli wordt aan hem toegeschreven. Een schilderij van Onze Lieve Vrouw van de Rozenkrans in de kathedraal van Nocera Inferiore is een kopie van een werk dat hij schilderde voor de kerk Santa Maria la Nova.  Op 21 juni 1592 trouwde hij in Napels met Margherita di Medina, de weduwe van de Vlaamse schilder Cornelis Smet en schoonzus van de eveneens in Napels werkzame Nederlandse schilder Dirck Hendricksz (ook genaamd Theodoro d'Errico).  Na de dood van zijn vrouw keerde hij een tijd terug naar Brussel en Den Haag.  Bij terugkeer in Napels huwde hij met de weduwe van Cornelis Pyp, die inmiddels zelf overleden was.
Hij was ook een tijd actief in L'Aquila waar hij onder meer een Kruisiging voor de Sint-Bernardinobasiliek schilderde en een Doop van Christus in de kerk Santa Maria Paganica aan hem wordt toegeschreven.
Hij was een leermeester van Barend van Someren tijdens zijn residentie in Rome Van Someren trouwde met Mijtens' dochter en keerde met haar naar Vlaanderen terug. Van Someren was de broer van Paul van Somer, actief als schilder aan het Engels koninklijk hof.

## Afbeeldingen

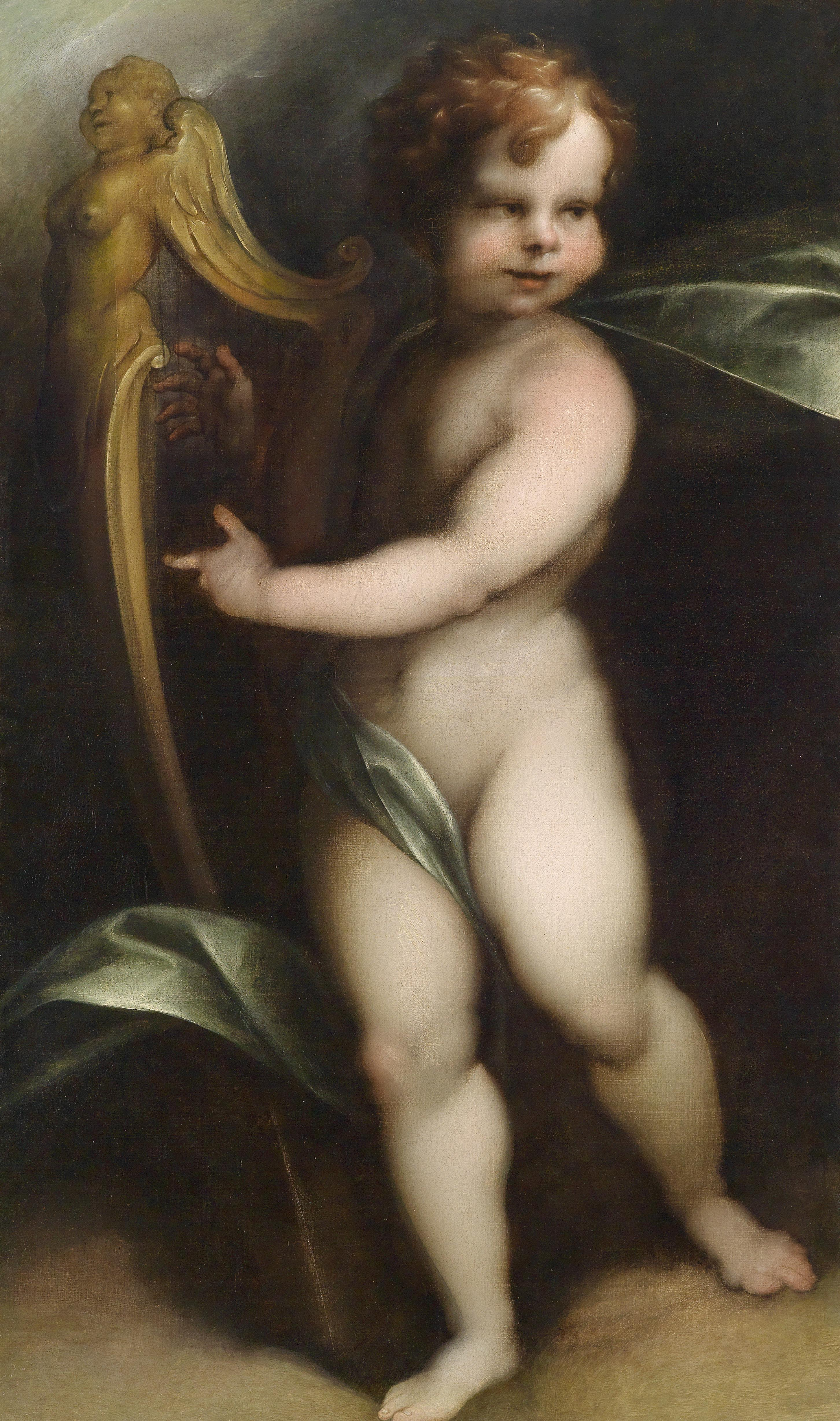
Putto met lier

- Biografisch Portaal: 33388109
- Digitale Bibliotheek voor de Nederlandse Letteren: myte001
- Gemeinsame Normdatei: 12180710X
- International Standard Name Identifier: 0000 0000 6630 3179
- KulturNav: cde53397-9e66-4f9c-a540-24aace0ea2aa
- Nationale Bibliotheek van Israël: 987008116368905171
- RKD-Nederlands Instituut voor Kunstgeschiedenis: 56075
- Union List of Artist Names: 500021394
- Virtual International Authority File: 77181132
- WorldCat: E39PBJqqC4rFJvgFykw4WFGfv3